# Barycholos
Barycholos é um gênero de anfíbios da família Craugastoridae.
As seguintes espécies são reconhecidas:
- Barycholos pulcher (Boulenger, 1898)
- Barycholos ternetzi (Miranda-Ribeiro, 1937)